# Dow Jones Industrial Average
Le Dow Jones Industrial Average, souvent raccourci en Dow Jones, est un indice du New York Stock Exchange. C'est le plus vieil indice boursier du monde.
L'indice repose sur la capitalisation boursière de 30 des plus grosses entreprises cotées aux États-Unis. Les entreprises présentes évoluent avec le temps.
La marque Dow Jones est la propriété de Dow Jones Indexes, une coentreprise détenue à 90 % par CME Group et à 10 % par Dow Jones and Company.

## Origine et création
L'indice a été créé en 1896 par  Charles Dow (1851-1902) et Edward Jones (1856-1920), deux journalistes qui travaillaient auparavant dans une agence de presse financière, le Wall Street Financial News Bureau. Ils créèrent la société Dow Jones and Company avec pour ambition d'estimer quelles valeurs industrielles ont le plus fort potentiel de la Bourse. Avec Charles Bergstresser, ils fondèrent également le Wall Street Journal.

## Histoire et évolution
- 1884 : fondation de l'indice par Charles Dow. Sur onze sociétés, neuf sont des compagnies de chemins de fer. Les deux autres, Western Union et Pacific Mail, opèrent dans la télégraphie et la machine à vapeur.
- 26 mai 1896 : début de la publication de l'indice, où entre General Electric, dopé par les inventions de Thomas Edison. Un des titres est U.S. Leather, société qui produit des courroies en cuir pour machines agricoles et qui disparaîtra en 1952[1]. La première cotation de l'indice est de 40,94 points.
- 8 août 1896 : jour du plus bas historique de l'indice : 28,98 points.
- 1899 : sur douze sociétés de l'indice, trois produisent de l'acier et trois autres du cuivre ou du plomb, soit la moitié du total. Dès 1913, les États-Unis produiront autant d'acier que la France, l'Allemagne et l'Angleterre réunis.
- 1919 : l'indice termine l'année à 107,23 points, un record.
- 1920 : sur l'année, l'indice perd 35,38 points.
- Entre août 1921 et le  3 septembre 1929 : l'indice grimpe de 468 % et s'établit à 381,7 points au plus haut, totalisant près de huit années de hausse continue.
- avril 1929 : premier système de cotation électrique par Saint-Phalle & Co.[2].
- 24 octobre 1929 : « Black Thursday », début du krach de 1929.
- 1929 : le bilan annuel enregistre une perte de 51,52 points, l'indice terminant à 248,48 points.
- 1931 : perte record de 52,67 % sur l'année.
- 1932 : le DJIA atteint 41,22 points, au plus bas, depuis 1897.
- 1938 : l'indice termine l'année à 154,76.
- 1945 : l'indice termine l'année à 192,91, repassant entre-temps le niveau de 1938.
- 1954 : l'indice termine l'année à 404,39, dépassant le record de 1929.
- 1972 : l'indice franchit la barre des 1 000 points.
- 1973-1974 : effets du choc pétrolier, jusqu'au 6 décembre 1974, le DJIA perdra progressivement plus de 45 % de sa valeur, pour terminer à 616,24 points.
- 1976 : l'indice repasse la barre des 1 000 points.
- 1977-1979 : effets du second choc pétrolier, morosité boursière, stagnation.
- 1982 : l'indice repasse à nouveau la barre des 1 000 points et commence une période de hausse.
- 19 octobre 1987 : krach en octobre, l'indice passe néanmoins la barre des 2 000 points.
- 1991 : franchissement de la barre des 3 000 points.
- 15 décembre 1996 : discours dit de l'exubérance irrationnelle prononcé par Alan Greenspan.
- 29 mars 1999 : l'indice termine pour la première fois au-dessus des 10 000 points[3].
- 1er novembre 1999 : Intel et Microsoft premières sociétés du Nasdaq à entrer au Dow Jones.
- 14 janvier 2000 : record à 11 722,98 points. En cinq ans, le Dow Jones a triplé de valeur et le Nasdaq sextuplé.
- mars 2000 : début du krach boursier du fait de l'éclatement de la bulle spéculative liée à Internet et au NTIC.
- 17 juillet 2007 : nouveau record, pour la première fois au-dessus de 14 000 points.
- 11 octobre 2007 : plus haut historique en cours de séance, 14 198,10 points.
- 2008-2009 : 17 mois de période de baisse, effets de la crise des subprimes.
- 9 mars 2009 : le Dow Jones clôt la séance à son plus bas niveau depuis 1997 : 6 547,05 points.
- 6 mai 2010 : flash crash, effets de la crise de la dette publique grecque.
- 8 mars 2013 : une hausse de l'emploi et un taux de chômage au plus bas depuis 2008 aux États-Unis fait bondir Wall Street à 14 413,17 points, nouveau record en 4 jours d'affilée.
- 24 avril 2013 : un tweet factice de l'AP disant qu'il y a eu deux explosions à la Maison-Blanche fait perdre en l'espace de quelques minutes 143 points au Dow Jones, soit environ 136,5 milliards de dollars, entre 19h07 et 19h10.
- 15 juillet 2014 :  Janet Yellen, présidente de la FED, s’inquiéte de la valorisation excessive de certaines actions, à l’occasion de son témoignage semi-annuel de politique monétaire devant le Comité bancaire du Sénat américain[4].
- 16 juillet 2014 : le Dow Jones clôt a son plus haut niveau historique à 17 138,20 points. Sa valeur a plus que doublé en l'espace de cinq ans, depuis les points bas de la crise financière de 2008.
- 23 décembre 2014 : le Dow Jones atteint pour la première fois les 18 000 points après une révision en forte hausse du produit intérieur brut (PIB) américain.
- 25 janvier 2017 : l'indice dépasse les 20 000 points.
- 4 janvier 2018 : l'indice dépasse les 25 000 points.
- 12 février 2020 : le Dow Jones affiche un record avec 29 551,42 points[5].
- 26 février 2020 : du fait de la pandémie de Covid-19 le Dow Jones perd 1 190 points, soit 4,4 %, pour terminer à 25 766 et continue à baisser pendant les semaines suivantes.
- 9 mars 2020 : le Dow Jones chute brutalement et enregistre la pire journée de son histoire perdant près de 2 000 points. 6 minutes après l’ouverture des marchés, le Dow Jones chute de 7 % en raison de la pandémie, ce qui déclenche automatiquement un mécanisme d’interruption temporaire des échanges d’une durée de 15 minutes, permettant au marché et aux investisseurs de se ressaisir. Cet événement est très rarement survenu.
- 12 mars 2020 : le Dow Jones chute brutalement et enregistre la pire journée de son histoire perdant 9,99 % et 2 352,60 points, entraînant automatiquement l’interruption des marchés. C’est la deuxième fois dans la même semaine que ce processus se déclenche.
- 16 mars 2020 : l'indice chute à 20 188,52 points, soit une perte de 3 364,7 points depuis le 12. Avec une perte de 12,9 % en une journée, c'est la troisième pire chute de l'histoire du Dow Jones[6]
- 24 mars 2020 : plus gros gain de pourcentage du Dow Jones depuis le 15 mars 1933, soit plus de 11 %, avec 2 112,98 points[7],[8]
- 3 juin 2020 : le Dow Jones dépasse les 27 000 points[9].
- 8 novembre 2020 : à la suite de l'annonce de la découverte d'un vaccin par Pfizer contre le Covid-19, le Dow Jones fait un gain de 834,57 points, et clôture à 29 157,97 points[10].
- novembre 2023 : l'indice franchit la barre des 35 000 points.
- décembre 2023 : l'indice franchit la barre des 36 000 points.
- 14 décembre 2023 : record historique, l'indice franchit la barre des 37 000 points.
- 22 janvier 2024 : l'indice franchit la barre des 38 000 points.
- 17 mai 2024 : l’indice franchit la barre des 40000 points.

## Corrélation avec les autres bourses
Les performances annuelles du Dow Jones se sont rapprochées de celles du CAC 40, du DAX et du Footsie, les grands marchés boursiers étant de plus en plus dépendants les uns des autres depuis une quinzaine d'années.

## Composition de l'indice
L'indice comprend 30 entreprises importantes, mais les entreprises présentes dans l'indice ont changé avec le temps. Des douze entreprises originelles, plus aucune n'est encore présente, General Electric l'ayant quitté en 2018. Elle figurait de manière ininterrompue dans l’indice depuis novembre 1907. Depuis le 26 février 2024, les trente entreprises entrant dans la composition du Dow Jones Industrial Average sont :
- 3M (chimie, électronique et entretien) ;
- Amazon (commerce en ligne, cinéma et robotique)
- American Express (services financiers) ;
- Amgen (biotech) ;
- Apple (secteur technologique) ;
- Boeing (aéronautique et aérospatiale) ;
- Caterpillar Inc. (matériel de chantiers) ;
- Chevron Corp. (pétrole) ;
- Cisco Systems (réseautique) ;
- The Coca-Cola Company (boisson, agroalimentaire) ;
- Dow (chimie) ;
- Goldman Sachs (banque) ;
- Home Depot (distribution de matériel de bricolage) ;
- Honeywell (chimie) ;
- International Business Machines (matériel, logiciel et services informatiques) ;
- Johnson & Johnson Corporation (pharmacie) ;
- JPMorgan Chase & Co. (services financiers) ;
- McDonald's Corporation (restauration rapide) ;
- Merck & Co. Inc. (pharmacie) ;
- Microsoft (logiciel) ;
- Nike (équipement et habillement sportifs) ;
- Nvidia (secteur technologique)
- Procter & Gamble (entretien, pharmacie, alimentation) ;
- Salesforce (éditeur de logiciel) ;
- The Travelers Companies (assurance) ;
- UnitedHealth Group (santé) ;
- Verizon (télécommunications) ;
- Visa (services bancaires) ;
- Wal-Mart Stores Inc. (grande distribution) ;
- Walt Disney Company (divertissement).

Les entreprises disparues du Dow Jones y ayant figuré plus de 70 ans sont :
1. General Electric (électricité, 111 ans, 1894- et 1907-2018) ;
2. U.S. Steel (acier, 92 ans, 1899-1991) ;
3. General Motors (automobile, 85 ans, 1915-6 et 1925-2009) ;
4. Honeywell (chimie, 82 ans, 1925-2008), retour dans l'indice le 31/08/2020 ;
5. Texaco (pétrole, 80 ans, 1915-24 et 1925-97) ;
6. Westinghouse Electric (électricité, 77 ans, 1916-25 et 1928-95) ;
7. American Telephone and Telegraph (téléphone, 77 ans, 1916-28 et 1939-2004) ;
8. Sears, Roebuck and Company (distribution, 75 ans, 1924-1999) ;
9. American Can Company (en) (boîtes de conserve, 74 ans, 1916-1991) ;
10. Kodak (appareils photos, 73 ans, 1930-2004) ;
11. Woolworth's (distribution, 72 ans, 1924-1997) ;
12. Union Carbide (chimie, 71 ans, 1928-1999).

Les entreprises disparues du DJIA sont :
- ExxonMobil Corp. (pétrole), présent depuis 1928 sous le nom de Standard Oil of New Jersey. Sorti de l'indice le 31/08/2020 ;
- Pfizer Inc. (pharmacie), sorti le 31/08/2020 ;
- Raytheon Technologies (aéronautique et défense), sorti le 31/08/2020 ;

Six derniers changements :
- 22 septembre 2008 : Kraft Foods remplace American International Group ;
- 8 juin 2009 : Cisco Systems et The Travelers Companies remplacent respectivement General Motors et Citigroup ;
- 24 septembre 2012 : UnitedHealth Group remplace Kraft Foods ;
- 23 septembre 2013 : Goldman Sachs, Visa et Nike remplacent Alcoa, Bank of America et Hewlett-Packard ;
- 19 mars 2015 : Apple remplace AT&T ;
- 18 juin 2018 : Walgreens Boots Alliance remplace General Electric ;
- 2 avril 2019 : Dow remplace DowDupont (qui a été scindée en trois entités : -1- Dow -2- DuPont -3- Corta Agriscience)[12];
- 26 février 2024 : Amazon remplace Walgreens Boots Alliance.
- 5 novembre 2024: Nvidia remplace Intel Corp.

## Calcul de l'indice
Pour calculer le Dow Jones, la somme des prix des 30 actions est divisée par un diviseur, le Dow Divisor. Le diviseur est ajusté en cas de fractionnement d'actions, de scissions ou de changements structurels similaires, pour s'assurer que de tels événements ne modifient pas en eux-mêmes la valeur numérique du Dow Jones. Au début, le diviseur initial était composé du nombre initial de sociétés de composants ; cela a d'abord fait du Dow Jones une simple moyenne arithmétique.
Des événements tels que des fractionnements d'actions ou des changements dans la liste des sociétés composant l'indice modifient la somme des prix des composants. Dans ces cas, afin d'éviter une discontinuité dans l'indice, le Dow Divisor est mis à jour afin que les cotations juste avant et après l'événement coïncident.